# Papiamenta savonet
Papiamenta savonet là một loài nhện trong họ Pholcidae. Loài này có ở Curaçao.